# Dev Alahan
Devendra "Dev" Alahan es un personaje ficticio de la serie de televisión Coronation Street, interpretado por el actor Jimmi Harkishin desde el 10 de noviembre de 1999 hasta ahora.